# Willie Randolph
Willie Larry Randolph (Holly Hill, Carolina del Sur, 6 de julio de 1954), más conocido como Willie Randolph, es un exjugador profesional estadounidense de béisbol que se desempeñó en la posición de segunda base en las Grandes Ligas de Béisbol (MLB). Logró obtener un Bate de Plata.

## Carrera
Randolph jugó como profesional una temporada en Pittsburgh Pirates (1975), después pasó por varios equipos, New York Yankees (1976-1988), Los Angeles Dodgers (1989-1990), Oakland Athletics (1990), Milwaukee Brewers (1991), y finalmente, se unió a New York Mets, donde jugó una temporada (1992), y fue el equipo en el que se retiró.

## Premios
Fue galardonado con el Bate de Plata en una oportunidad (1980).